# Pristocerinae

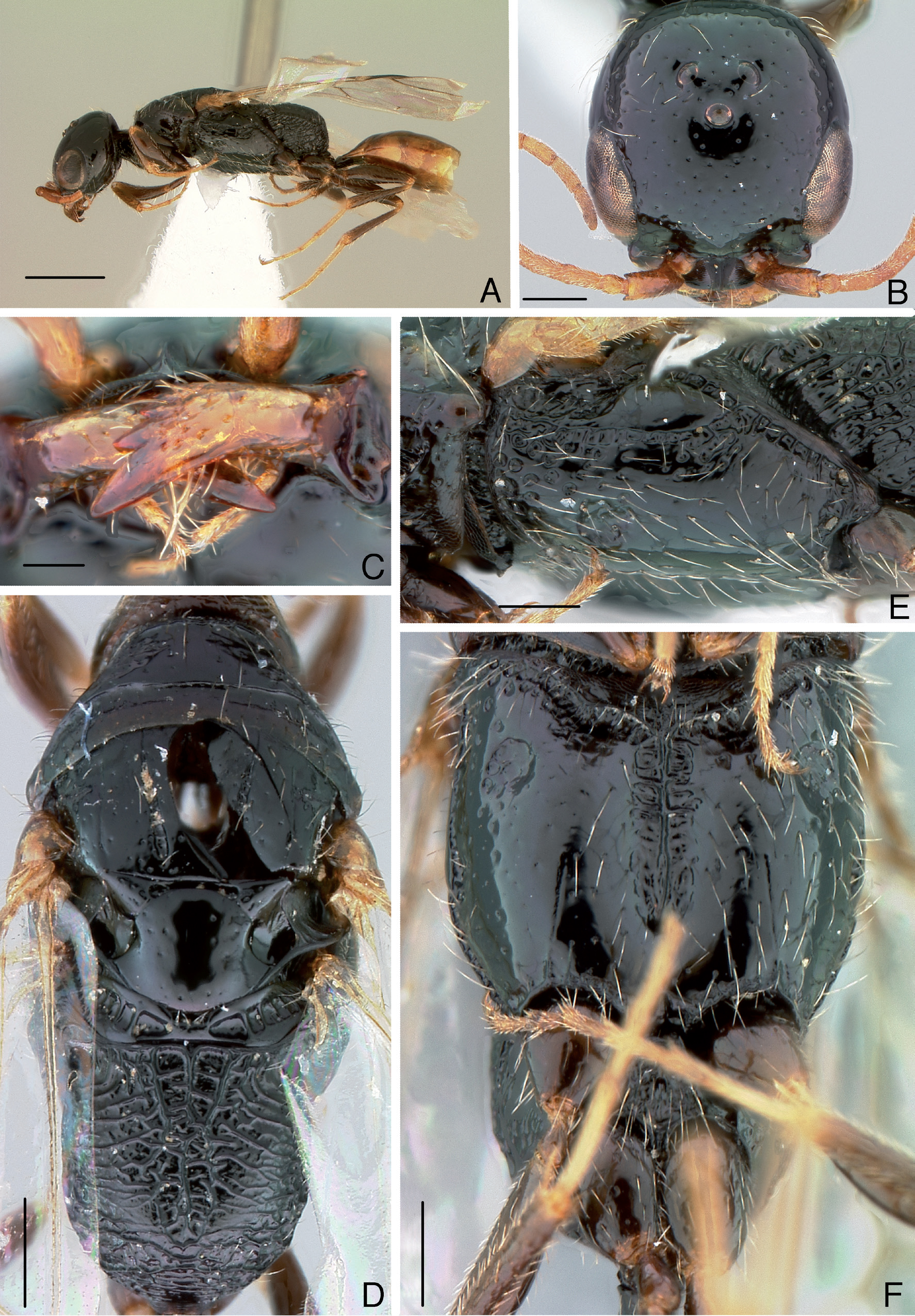
Pristocera rufiventer

Pristocerinae (лат.) — подсемейство мелких ос-бетилид. Крылья с сильно редуцированным жилкованием. Паразитоиды личинок жуков. Космополитная группа.

## Описание
Мелкие и среднего размера осы-бетилиды: как правило меньше 15 мм (среди Pristocera есть самцы длиной до 3 см). Крылья с сильно редуцированным жилкованием. Демонстрируют явный половой диморфизм: самцы крылатые с оцеллиями и тегулами, самки сходны с муравьями, бескрылые, без оцеллий и без тегул. От представителей других подсемейств отличаются 5- или 6-члениковыми максиллярными щупиками, 3-члениковыми лабиальными щупиками (есть исключения) и хорошо отделёнными скутеллюмом и проподеумом у самцов. У самок сложные глаза мелкие или отсутствуют; вытянутый проподеум. Переднее крыло самцов с отсутствующей жилкой Rs + M.
Паразитоиды личинок жуков (Curculionidae, Bostrichidae, Cleridae и Elateridae). Самки часто обнаруживаются в муравейниках, что говорит о возможном паразитировании или на муравьях, или на мирмекофильных жуках. Большая часть видов встречается в Неотропике (более 350) и Африке (более 170).

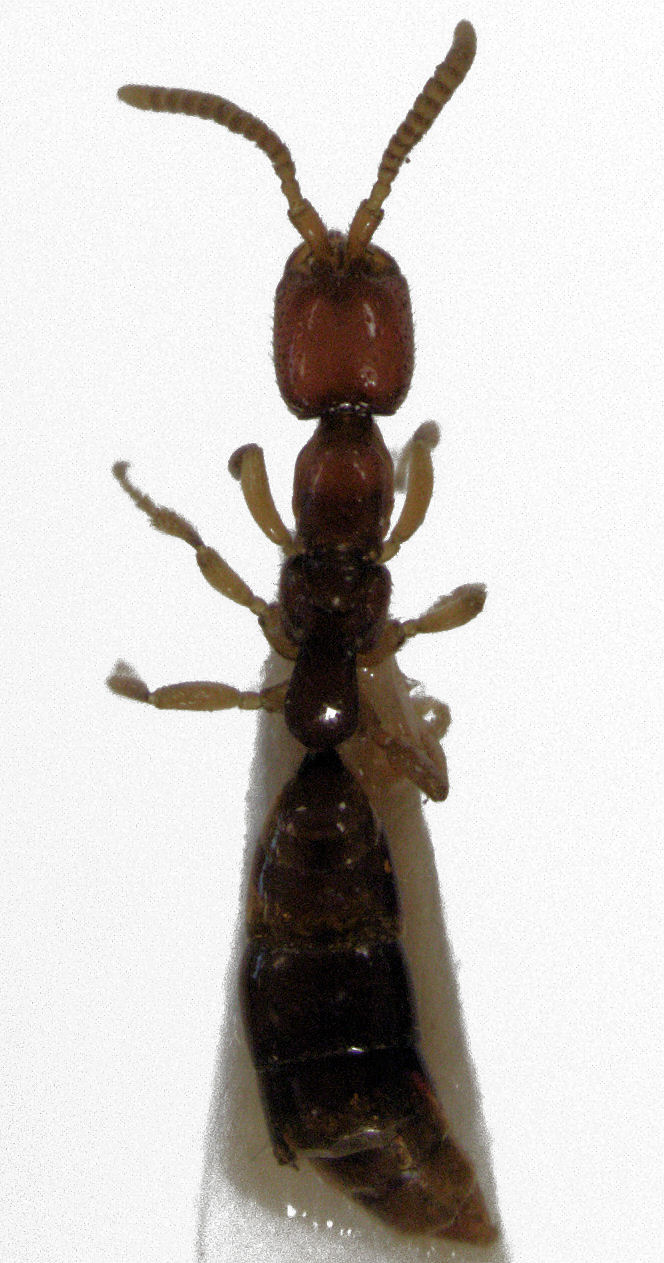
Apenesia
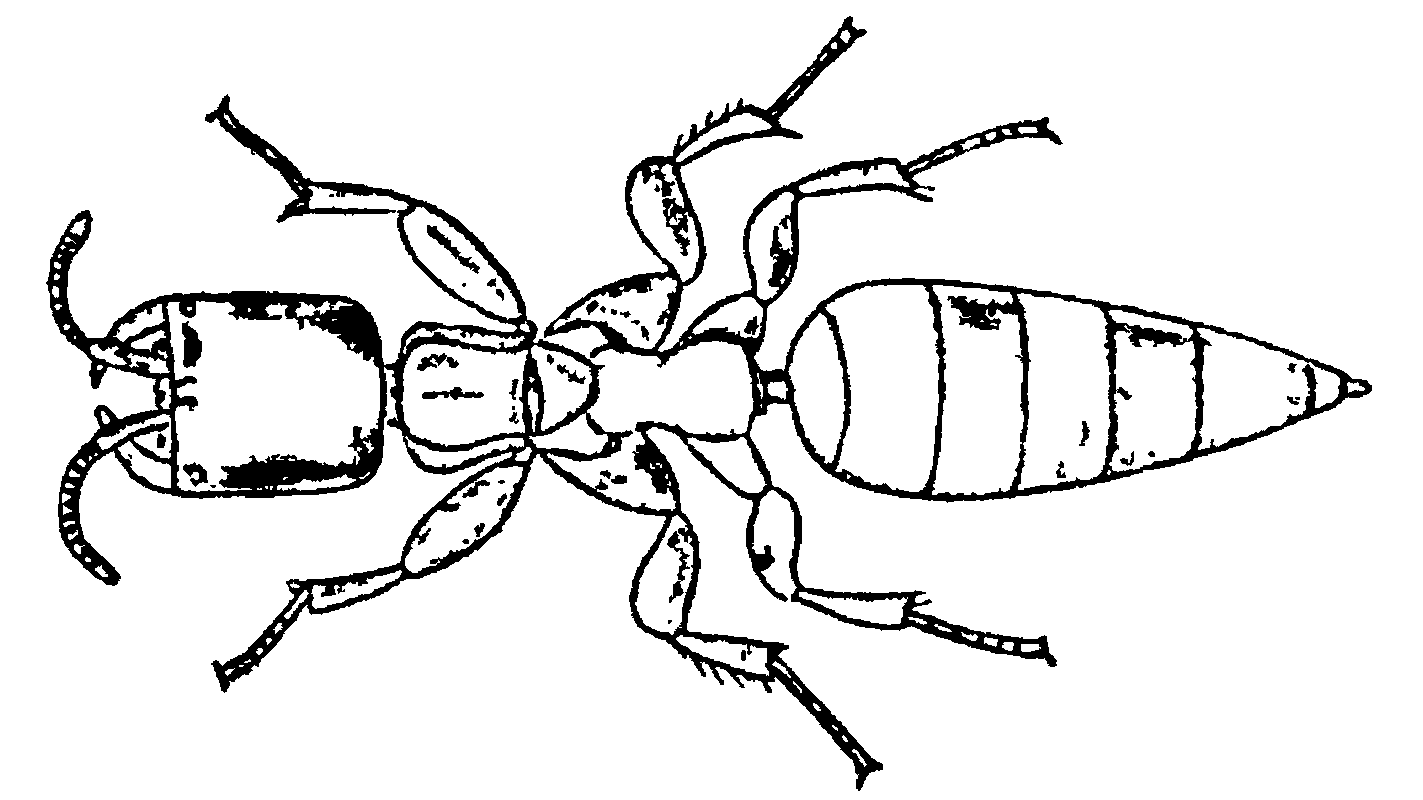
Apenesia sjostedti, самка
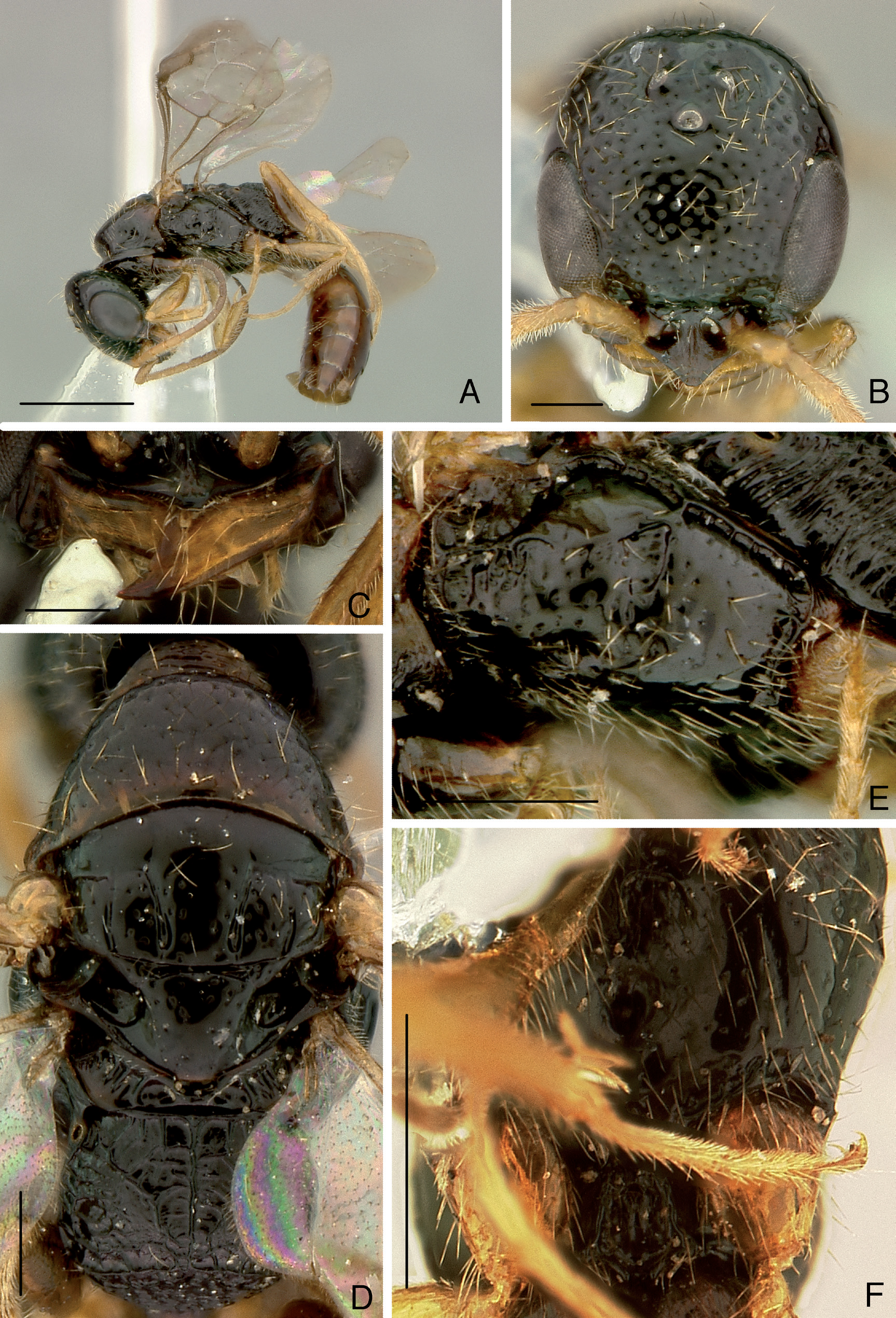
Apenesia tagala

## Классификация
Включает 23 рода, более 1000 видов. Крупнейший род Dissomphalus включает более 400 видов.
- Pristocerinae (23 рода, более 1000 видов)[1]
  - Pristocerini
    - Acrenesia Alencar & Azevedo, 2018
    - Afgoiogfa Argaman, 1988
    - Anisobrachium Kieffer, 1905
    - Apenesia Westwood, 1874 (120 видов)
      - = Neoapenesia Terayama, 1995

    - Austranesia Alencar & Azevedo, 2018
    - Caloapenesia Terayama, 1995
    - Calobrachium Gobbi & Azevedo, 2016
    - Cleistepyris Kieffer, 1910 (более 70 видов)
    - Dissomphalus Ashmead, 1893 (более 400 видов)[6][7][8][9][10][11][12][13][14]
    - Dracunesia Alencar & Azevedo
    - Eleganesia Alencar & Azevedo, 2018
    - Epynesia Alencar & Azevedo, 2018
    - Ifrika Colombo & Azevedo, 2023[15]
    - Foenobethylus Kieffer, 1913
    - Glutodon Azevedo & Colombo, 2022[16]
    - †Merascylla Colombo & Azevedo, 2021[17]
      - †Merascylla atavella (Cockerell, 1920) (=Epyris)

    - Parascleroderma Kieffer, 1904
      - = Ceratepyris Kieffer, 1905

    - Pristepyris Kieffer, 1905
      - =Acrepyris Kieffer, 1905, Pristepyris Kieffer, 1905

    - Pristocera Klug, 1808 (130 видов)
      - =Apristocera Kieffer, 1914, Dicrogenium Stadelmann, 1894, Diepyris Benoit, 1957, Kathepyris Kieffer, 1907, Parapristocera Brues, Neurepyris Kieffer, 1905, Neodicrogenium Benoit, 1957

    - Pristonesia Alencar & Azevedo, 2018
    - Propristocera Kieffer, 1905
      - = Afrocera Benoit, 1983

    - Prosapenesia Kieffer, 1910
      - = Usakosia Kieffer, 1914

    - Protisobrachium Benoit, 1957
    - Pseudisobrachium Kieffer, 1904 (190 видов)[18][19]
      - †Pseudisobrachium elatus (Brues, 1933) (=Epyris)[17]
      - †Pseudisobrachium inhabilis (Brues, 1923) (=Epyris)

    - Scaphepyris Kieffer, 1904
    - Trichiscus Benoit, 1956